# Chelsea F.C. mùa giải 1954-55
Mùa giải 1954–55 là mùa bóng thứ 41 của Chelsea Football Club, mùa bóng kỷ niệm 50 năm thành lập và là mùa giải thứ 20 liên tiếp của họ tại giải đấu cao nhất nước Anh. Đây cũng là năm thành công nhất của câu lạc bộ tính tới thời điểm đó, khi họ giành chức vô địch Football League lần đầu tiên.
Thành công ngoài mong đợi; Chelsea chưa từng giành chức vô địch lớn nào trước đó và vị trí tại giải quốc gia của họ kể từ sau Thế chiến thứ hai là từ thứ 8 tới 20. Bốn thất bại liên tiếp vào tháng Mười khiến câu lạc bộ tụt xuống vị trí thứ 12.
Nhưng đội bóng sau đó chỉ để thua ba trận trong tất cả các trận đấu còn lại của mùa giải đánh bại đối thủ quan trọng Wolverhampton Wanderers hai lần để giành chức vô địch trước một vòng đấu. Đội trưởng câu lạc bộ Roy Bentley giành vua phá lưới, với 21 bàn, và câu lạc bộ có lượng khán giả đến sân xem cao nhất trong một trận đấu trong mùa giải với 48.307 người.

## Kết quả

### First Division
| Ngày                 | Đối thủ                 | Địa điểm | Kết quả | Khán giả | Cầu thủ ghi bàn                                      |
| -------------------- | ----------------------- | -------- | ------- | -------- | ---------------------------------------------------- |
| 21 tháng 8 năm 1954  | Leicester City          | K        | 1–1     | 38,941   | Bentley                                              |
| 23 tháng 8 năm 1954  | Burnley                 | N        | 1–0     | 30,239   | Parsons                                              |
| 28 tháng 8 năm 1954  | Bolton Wanderers        | N        | 3–2     | 52,756   | Bentley, Lewis, Ball (phản lưới)                     |
| 31 tháng 8 năm 1954  | Burnley                 | K        | 1–1     | 52,756   | Bentley                                              |
| 4 tháng 9 năm 1954   | Cardiff City            | N        | 1–1     | 42,688   | Lewis                                                |
| 6 tháng 9 năm 1954   | Preston North End       | N        | 0–1     | 36,947   |                                                      |
| 11 tháng 9 năm 1954  | Manchester City         | K        | 1–1     | 36,230   | Bentley                                              |
| 15 tháng 9 năm 1954  | Preston North End       | K        | 2–1     | 27,549   | Parsons, McNichol                                    |
| 18 tháng 9 năm 1954  | Everton                 | N        | 0–2     | 59,199   |                                                      |
| 20 tháng 11 năm 1954 | Sheffield United        | K        | 2–1     | 14,137   | Stubbs , Lewis                                       |
| 25 tháng 9 năm 1954  | Newcastle United        | K        | 3–1     | 45,659   | McNichol, Bentley (2)                                |
| 2 tháng 10 năm 1954  | West Bromwich Albion    | N        | 3–3     | 67,440   | Parsons, Bentley, Lewis                              |
| 9 tháng 10 năm 1954  | Huddersfield Town       | K        | 0–1     | 29,556   |                                                      |
| 16 tháng 10 năm 1954 | Manchester United       | N        | 5–6     | 55,966   | Armstrong, O'Connell (3), Lewis                      |
| 23 tháng 10 năm 1954 | Blackpool               | K        | 0–1     | 19,694   |                                                      |
| 30 tháng 10 năm 1954 | Charlton Athletic       | N        | 1–2     | 54,113   | Parsons                                              |
| 6 tháng 11 năm 1954  | Sunderland              | K        | 3–3     | 42,416   | McNichol (2), Stubbs                                 |
| 13 tháng 11 năm 1954 | Tottenham Hotspur       | N        | 2–1     | 52,961   | Bentley, Lewis                                       |
| 20 tháng 11 năm 1954 | Sheffield Wednesday     | K        | 1–1     | 25,913   | McNichol                                             |
| 27 tháng 11 năm 1954 | Portsmouth              | N        | 4–1     | 40,358   | McNichol , Stubbs , Bentley , Blunstone              |
| 4 tháng 12 năm 1954  | Wolverhampton Wanderers | K        | 4–3     | 32,095   | McNichol , Bentley (2), Stubbs                       |
| 11 tháng 12 năm 1954 | Aston Villa             | N        | 4–0     | 36,162   | Parsons, McNichol (2), Bentley                       |
| 18 tháng 12 năm 1954 | Leicester City          | N        | 3–1     | 33,215   | Parsons, McNichol, Froggatt/Milburn (phản lưới)      |
| 25 tháng 12 năm 1954 | Arsenal                 | K        | 0–1     | 47,178   |                                                      |
| 27 tháng 12 năm 1954 | Arsenal                 | N        | 1–1     | 65,922   | O'Connell                                            |
| 1 tháng 1 năm 1955   | Bolton Wanderers        | K        | 5–2     | 30,988   | Sillett, O'Connell, Bentley (2), Higgins (phản lưới) |
| 22 tháng 1 năm 1955  | Manchester City         | N        | 0–2     | 34,160   |                                                      |
| 5 tháng 2 năm 1955   | Everton                 | K        | 1–1     | 50,658   | Bentley                                              |
| 12 tháng 2 năm 1955  | Newcastle United        | N        | 4–3     | 50,667   | McNichol, Bentley (3)                                |
| 26 tháng 2 năm 1955  | Huddersfield Town       | N        | 4–1     | 35,786   | Parsons , Bentley , Stubbs , Blunstone               |
| 5 tháng 3 năm 1955   | Aston Villa             | K        | 2–3     | 24,822   | Parsons, McNichol                                    |
| 9 tháng 3 năm 1955   | West Bromwich Albion    | K        | 4–2     | 7,764    | Sillett (2), Saunders, Bentley                       |
| 12 tháng 3 năm 1955  | Blackpool               | N        | 0–0     | 55,227   |                                                      |
| 19 tháng 3 năm 1955  | Charlton Athletic       | K        | 2–0     | 41,415   | O'Connell, Blunstone                                 |
| 23 tháng 3 năm 1955  | Cardiff City            | K        | 1–0     | 16,649   | O'Connell                                            |
| 29 tháng 3 năm 1955  | Sunderland              | N        | 2–1     | 33,203   | Willemse, McDonald (phản lưới)                       |
| 2 tháng 4 năm 1955   | Tottenham Hotspur       | K        | 4–2     | 53,159   | Sillett (phạt đền), Wicks, McNichol (2)              |
| 8 tháng 4 năm 1955   | Sheffield United        | N        | 1–1     | 50,978   | Parsons                                              |
| 9 tháng 4 năm 1955   | Wolverhampton Wanderers | N        | 1–0     | 75,043   | Sillett (phạt đền)                                   |
| 16 tháng 4 năm 1955  | Portsmouth              | K        | 0–0     | 40,230   |                                                      |
| 23 tháng 4 năm 1955  | Sheffield Wednesday     | N        | 3–0     | 51,421   | Sillett (phạt đền), Parsons (2)                      |
| 30 tháng 4 năm 1955  | Manchester United       | K        | 1–2     | 34,933   | Bentley                                              |

Tr = Trận đấu; T = Trận thắng; H = Trận hòa; B = Trận thua; BT = Bàn thắng; BB = Ban thua; TS = Tỉ số bàn thắng; Điểm = Điểm

### FA Cup
| Ngày                | Vòng | Đối thủ        | Địa điểm          | Kết quả | Khán giả | Cầu thủ ghi bàn              |
| ------------------- | ---- | -------------- | ----------------- | ------- | -------- | ---------------------------- |
| 8 tháng 1 năm 1955  | V3   | Walsall        | Stamford Bridge   | 2–0     | 40,020   | O'Connell , Stubbs           |
| 29 tháng 1 năm 1955 | V4   | Bristol Rovers | Eastville Stadium | 3–1     | 35,952   | Parsons, McNichol, Blunstone |
| 19 tháng 2 năm 1955 | V5   | Notts County   | Meadow Lane       | 0–1     | 41,930   |                              |

## Các cầu thủ sử dụng
| Cầu thủ          | Vị trí               | League | Bàn | Cup | Bàn | Tổng | Bàn |
| ---------------- | -------------------- | ------ | --- | --- | --- | ---- | --- |
| Charlie Thomson  | Thủ môn              | 16     | 0   |     |     |      |     |
| Bill Robertson   | Thủ môn              | 26     | 0   |     |     |      |     |
| Ken Armstrong    | Biên phải            | 39     | 1   |     |     |      |     |
| Stan Wicks       | Trung vệ             | 21     | 1   |     |     |      |     |
| Alan Dicks       | Trung vệ             | 1      | 0   |     |     |      |     |
| Ron Greenwood    | Trung vệ             | 21     | 0   |     |     |      |     |
| John Harris      | Trung vệ/Hậu vệ phải | 31     | 0   |     |     |      |     |
| Derek Saunders   | Biên trái            | 42     | 1   |     |     |      |     |
| Peter Sillett    | Hậu vệ phải          | 21     | 6   |     |     |      |     |
| Stan Willemse    | Hậu vệ trái          | 36     | 1   |     |     |      |     |
| Eric Parsons     | Cánh phải            | 42     | 11  |     |     |      |     |
| Frank Blunstone  | Cánh trái            | 23     | 3   |     |     |      |     |
| Jim Lewis        | Cánh trái            | 17     | 6   |     |     |      |     |
| John McNichol    | Tiền đạo trong       | 40     | 14  |     |     |      |     |
| Roy Bentley (c)  | Tiền đạo trung tâm   | 41     | 21  |     |     |      |     |
| Les Stubbs       | Tiền đạo trong trái  | 27     | 5   |     |     |      |     |
| Robert Edwards   | Tiền đạo ngoài trái  | 1      | 0   |     |     |      |     |
| Peter Brabrook   | Tiền đạo             | 3      | 0   |     |     |      |     |
| Bobby Smith      | Tiền đạo trung tâm   | 4      | 0   |     |     |      |     |
| Seamus O'Connell | Tiền đạo trong       | 10     | 7   |     |     |      |     |